# Moara Domnească (okręg Vaslui)
Moara Domnească – wieś w Rumunii, w okręgu Vaslui, w gminie Văleni. W 2011 roku liczyła 1147 mieszkańców.